# Cork City Football Club
Maillots
Cork City F.C. (en irlandais : Cumann Peile Cathrach Chorcaí) est un club de football irlandais participant au Championnat d'Irlande de football en Premier Division, la première division nationale. Le club est basé dans la ville de Cork et joue ses matchs à domicile dans le stade de Turners Cross. Fondé en 1984 et directement admis en championnat professionnel, le club est la dernière émanation d’une longue tradition de football dans la ville de Cork. Ses couleurs traditionnelles sont le vert et le blanc. Cork City est le premier club de Cork à aligner une équipe composée exclusivement de footballeurs professionnels. Rapidement, le club s’est hissé parmi les clubs les plus importantes et les plus influents du football professionnel irlandais.
Ces dernières années, Cork City a connu de forts problèmes financiers et a même été placé quelque temps sous tutelle. Cork City FORAS Co-op est formé en février 2010, à la suite de la dissolution du club professionnel Cork City Football Club et de la société qui le contrôlait, la Cork City Investments FC Ltd. Il en a repris toutes les structures sportives. Le club est dirigé par le FORAS, une organisation de supporters, et est managé par John Caulfield.
Cork City a remporté trois fois le championnat (1992/93, 2005 et 2017) et a gagné la Coupe deux fois, en 1998 et en 2007.

## Histoire

### Avant les années 1980
Le club de Cork City n’est pas le premier club à utiliser ce nom. Pendant les années 1920, en même temps que les Fordsons FC, Cork Bohemians FC, Cobh Ramblers FC et Cork Celtic FC, un Cork City jouait dans les championnats junior et senior du Munster.
Un autre Cork City a joué le championnat d'Irlande juste une saison en Championnat d'Irlande de football 1938-1939. Avec une équipe composée entre autres de Tom Davis, Owen Madden et Jackie O'Driscoll, ils avaient aussi remporté cette année-là la Munster Senior Cup. Ce club était le descendant direct des clubs de Cork Fordsons et Cork FC et jouait ses matchs au stade du Mardyke. Au début de la saison 1939-1940 Cork City changea son nom en Cork United FC avant de disparaitre complètement en 1958. Leur place en championnat fut alors prise par les Cork Hibernians.

### Les années 1980
En 1984, le football professionnel renait sur les bords de la Lee quand un nouveau Cork City Football Club est créé par d’anciens membres des différents clubs de football de la ville de Cork. Le nouveau club est immédiatement admis dans le championnat irlandais. Un ancien joueur de Cork Celtic et de Chelsea FC, Bobby Tambling est nommé manager du club, mais il est remplacé par Tony Allen après seulement 13 matchs.
Dans ses deux premières saisons, le jeune club peine à éviter la relégation vers la toute nouvelle First Division. Le club n’arrive pas à gagner le moindre match sur son terrain de Flower Lodge. Il reste en Premier Division grâce à la différence de but. La Coupe d’Irlande lui offre un petit répit : Cork se hisse en demi-finale battu seulement par les Shamrock Rovers lors du dernier match joué au Lodge.
En 1986, le club déménage vers leur nouveau siège et stade Turners Cross où Noel O’Mahony, le nouvel entraineur, parvient à hisser le club vers le milieu du tableau. L’année suivante, la direction s’efforce de professionnaliser un peu plus le club et recrute un ancien international irlandais, Eamon O'Keefe, comme entraineur. Cork remporte la Coupe du Munster et surtout la Coupe de la Ligue d'Irlande de football. C’est le premier trophée national du club.
L’année suivante, une petite forme sportive jette un doute sur le travail d’O’Keefe et le club se sépare de son entraineur en fin de saison. Avec le retour de Noel O’Mahony, l’équipe termine à la huitième place du championnat 1989. Mais une défaite en finale de la Coupe d'Irlande de football contre le champion Derry City FC lui offre une première participation en coupe d'Europe de football. Cette première expérience en Coupe d'Europe des vainqueurs de coupe se termine par une déroute 6 à 0 (5-0 puis 1-0) contre l'équipe russe du Torpedo Moscou. En championnat l’équipe se hisse à une belle cinquième place.

### Les années 1990
Les premières années de la décennie 1990 forment une période très positive pour le club avec de longues périodes d’invincibilité en championnat consolidant une place parmi les meilleurs clubs d’Irlande, la conquête de 4 coupes du Munster consécutives et de bonnes performances en coupes d’Europe. Le plus bel exploit en Europe est une belle performance en Coupe UEFA contre le Bayern Munich : Cork réussit l’exploit de tenir en échec le géant allemand 1 à 1 à Musgrave Park avant de perdre le match retour en Bavière par 2 buts à 0.
1993 voit Cork City remporter le titre de champion d’Irlande pour la première fois de son histoire après 3 matchs d’appui. Pour la première fois dans l’histoire du championnat, trois équipes arrivent ex aequo en tête. Cork, Bohemian FC et Shelbourne FC jouent un play-off pour se départager. Chacune des trois équipes joue un match à domicile, un match à l’extérieur et un match sur terrain neutre. Cork sort vainqueur de cet affrontement décisif. À la fin de la saison O'Mahoney démissionne et le club déménage vers un nouveau stade à Bishopstown.
Damien Richardson prend en charge l’équipe à partir de la saison 1993-1994. L’année commence avec la Ligue des champions. Au premier tour Cork bat le club gallois de Cwmbran Town FC. Au deuxième tour il rencontre le club turc de Galatasaray et perd 3 buts à 1 au total des deux matchs. En championnat Cork ne peut reproduire l’exploit de la saison précédente mais termine néanmoins à une très belle deuxième place.
La saison 1994-1995 est très tumultueuse pour Cork City. Après un début de saison brillant, Cork, soumis à de fortes pressions financière est obligé de se séparer de Richardson. De plus le stade de Bishopstown n’ayant pu être agrandi, le club se trouve forcé de jouer ses matchs à domicile à Cobh, Turners Cross et même Tolka Park à Dublin. O'Mahony retrouve sa place de manager mais n’arrive pas reconduire le club vers le titre. Ses succès en Coupe du Munster et en Coupe de la Ligue ne suffisent pas à satisfaire le club.
Au commencement de la saison 1995-1996, Rob Hindmarch prend en main le club. Mais celui-ci est en difficultés. Le stade n’est toujours pas utilisable et Cork se retrouve sans-abri. Afin de sauver la situation, un nouveau bureau directeur est choisi et l’équipe réintègre son ancien stade de Turners Cross. Sans argent, l’équipe d’Hindmarch vit dans la peur de la relégation. Il ne survit pas à l’élimination en Coupe d’Irlande et est remplacé par Dave Barry. L’équipe termine le championnat à la neuvième place et pour la première fois en cinq ans échoue en Coupe du Munster en perdant en finale contre l’équipe junior de Waterford Glass.
Cork City se rattrape un peu en 199-1997 en terminant à la cinquième place. Le club est éliminé de la Coupe de la Ligue en perdant contre Galway United une équipe de deuxième division. Le club perd continuellement des spectateurs malgré une nouvelle victoire en Coupe du Munster. La saison suivante Cork City réussit un beau parcours en Coupe Intertoto avec trois matchs nuls et une défaite en quatre matchs et se hisse en même temps à la troisième place du championnat. C’est la meilleure année sous la direction de Barry. Cork remporte la Coupe d’Irlande en battant en finale Shelbourne FC 1 but à 0. La saison suivante commence par huit victoires consécutives mais se termine à la deuxième place à cause des trois défaites concédées au champion St. Patrick's Athletic FC. Après avoir terminé pour la deuxième année consécutive à la deuxième place du championnat, Barry est remercié et remplacé par Colin Murphy.

### Les années 2000
Le passage de Colin Murphy au club est très bref : après seulement un match de Coupe d’Irlande et juste avant de disputer la Coupe UEFA, Murphy quitte son poste pour signer dans le club anglais de Leicester City. Son remplaçant Derek Mountfield reste en place moins qu’une saison avant d’être remplacé par un ancien joueur Liam Murphy. Sous sa direction le club réussit une suite de 13 matchs sans défaite pour se qualifier en Coupe Intertoto et remporter une dixième Coupe du Munster.
En 2001, un accord de coopération controversé est proposé entre Cork City et le club anglais de Leicester City. Les supporters protestent et cet accord passé ne sera jamais mis en œuvre. La même année le bureau directeur du club démissionne. L'homme d'affaires Brian Lennox prend le contrôle du club et le fait entrer dans une nouvelle ère de professionnalisme.

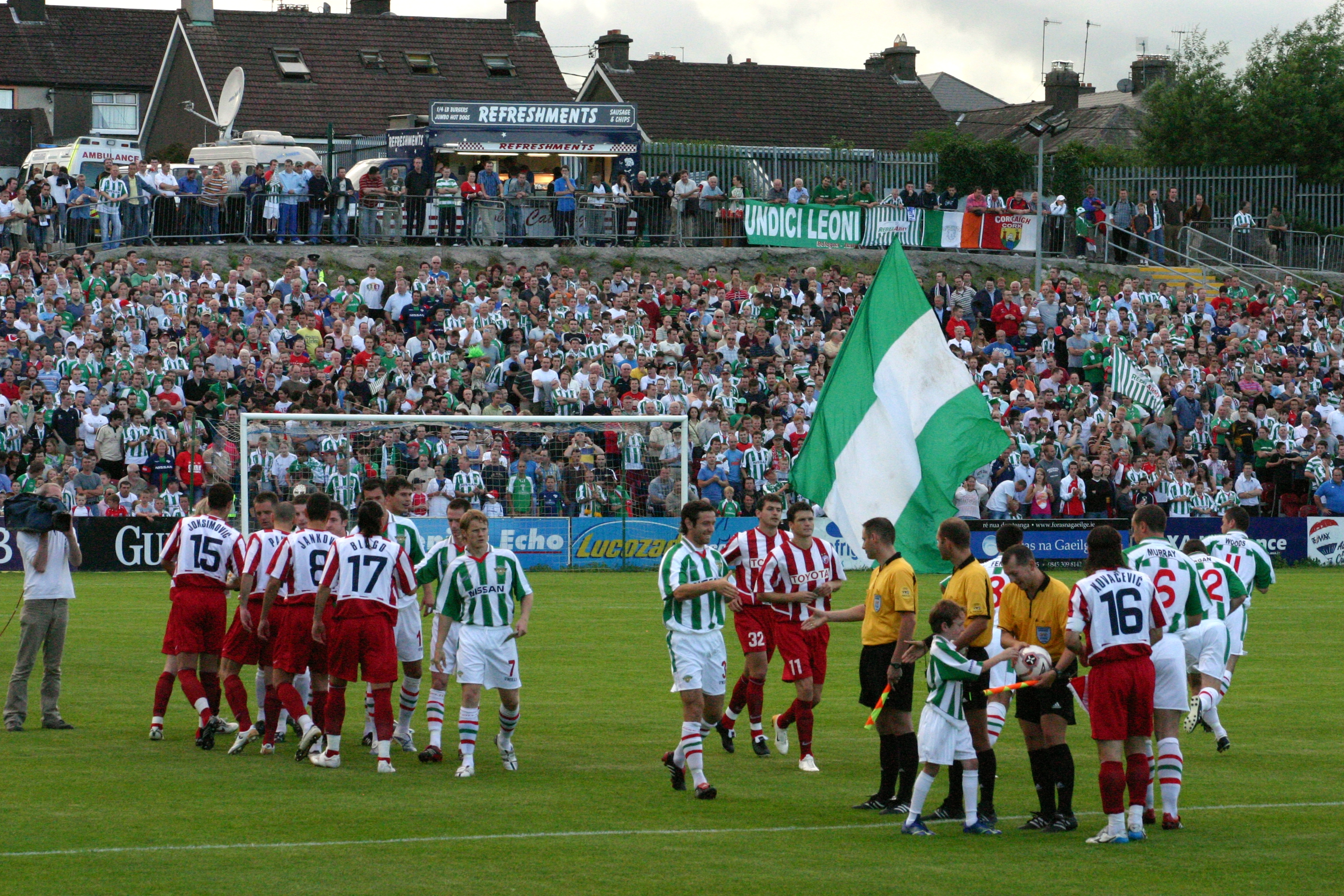
Match de tour préliminaire de Ligue des champions entre Cork City et l'Étoile rouge de Belgrade

2002 est surtout une année de transition. De nombreux joueurs qui s’étaient affirmés dans les années 1990 quittent le club ou rejoignent l’encadrement sportif. Ils sont remplacés par des jeunes soit issus de la formation faite dans le club soit recrutés ailleurs comme George O'Callaghan, John O'Flynn et Dan Murray.
En février 2003, l’ancien manager de St. Patrick's Athletic FC, Pat Dolan est nommé nouveau manager du club. Dès sa première saison, City termine le championnat à la troisième place. La deuxième saison est encore meilleure : en Coupe Intertoto Cork  passe deux tours en battant Malmö FF et NEC Nimègue et termine à la deuxième place du championnat. Dolan est toutefois exclu du club lors de la pré-saison 2005 et est remplacé par un ancien manager du club, Damien Richardson. Celui-ci emmène le club vers leur deuxième titre de champion d’Irlande lors de la saison 2005. La même année Cork City perd la Coupe d’Irlande en finale et échoue ainsi de très peu dans la réalisation du doublé coupe/championnat.
En 2006, les choses sérieuses commencent à Turners Cross pour Cork City. Cork passe un tour en Ligue des Champions en battant Apollon Limassol (2-1) puis se fait éliminer au deuxième tour préliminaire par une Étoile rouge de Belgrade très nettement supérieure (5-0). Le club perd ensuite contre  Drogheda United en finale de la Setanta Sports Cup 2006 et termine quatrième en championnat.

### Cork City FORAS Co-op
Le Cork City FORAS Co-op est fondé immédiatement après la dissolution du Cork City Football Club en février 2010. Le FORAS, qui avait auparavant demandé une licence à la fédération irlandaise pour participer au championnat d’Irlande en First Division reprend les actifs sportifs de l’ancien club, équipes, terrains, bâtiments. Le FORAS nomme immédiatement Tommy Dunne, ancien entraineur adjoint du Cork City, manager du club.
Le tout premier match de l’histoire du club a lieu le 28 février 2010 contre le club amateur de Crosshaven AFC et se solde par une victoire sur le score fleuve de 7 buts à 0. Le premier but est marqué par Willie Heffernan.
Le 2 mars 2010, le défenseur Stephen Mulcahy devient la première recrue du club.
Le premier match officiel du nouveau club a lieu pour l’ouverture du championnat d’Irlande de deuxième division, contre Derry City FC. L’ironie du sort veut que son adversaire du jour soit un autre club relégué, lui pour des raisons disciplinaires. Le match a lieu à Cork le 5 mars 2010 et se termine par un score nul 1-1.

### À partir de 2022
Vainqueur de la First Division lors de la saison 2022, Cork assure son retour en première division irlandaise deux saisons après sa relégation.
Le 5 décembre 2022, l'homme d'affaires irlandais Dermot Usher reprend en main le club. Lors d'une assemblée extraordinaire le FORAS, un groupe de supporters qui dirigeaient le club depuis douze ans, décide de céder ses part à Usher. 86% des votes exprimés valident cette cession. Les parts du club sont transférés à une société nouvellement créée, la Cathair Chorcaí 2022 FC Limited.

## Couleurs et symboles

Ancien logo.

Les couleurs traditionnelles de Cork City reprennent les couleurs traditionnelles du football dans le Cork, le vert et le blanc. Depuis la création du club en 1984, La tenue a aussi comporté du rouge de par l’influence des couleurs traditionnelles du Comté de Cork en sport gaélique portées habituellement par le club de Cork GAA. Au cours des années, ces couleurs de base ont été portées avec toute sorte de combinaisons : originellement en rayures horizontales vertes sur fond blanc en 1984, elles ont ensuite évolué en passant à des rayures verticales vertes et rouges en 1989.
En 1997, le club rompt avec la tradition en utilisant une tenue rouge et blanche, une réminiscence directe des couleurs du Cork GAA. Par la suite, le club retourne vers le blanc et le vert en 2002, initialement avec des bandes blanches sur fond vert puis des rayures verticales blanches vertes et rouges.
Depuis 1984, le club n’a porté qu’une seule fois un maillot uni blanc, et ce n’a pas été par choix. En 2004, alors que Cork reçoit à domicile le club néerlandais de NEC Nimègue en Coupe Intertoto, l’arbitre demande que Cork change de maillot pour éviter toute confusion avec celui du club visiteur. Dans l’urgence, Cork doit donc trouver un autre maillot, il sera uni blanc.
Cork City, lors de ses matchs à l’extérieur, porte une tenue noire avec des bandes latérales jaunes. C’est un souvenir des anciens clubs de Cork.
| 1984-1989 · à domicile | 1984-1989 · à l’extérieur | 1997-2002 · à domicile | Contre NEC Nimègue · en 2004 |

## Supporters
La Rebel Army se targue d’avoir les supporters les plus nombreux du championnat. Les matchs joués à Cork, rassemblent régulièrement entre 4 000 et 5000 spectateurs. C’est le double de la moyenne nationale.

## Palmarès et résultats

### Palmarès
- Championnat d'Irlande
  - Champion : 1993, 2005, 2017.

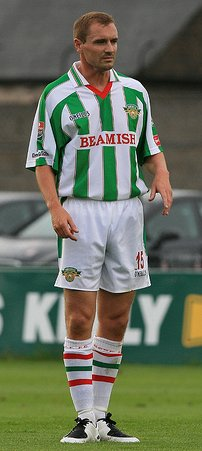
Les anciennes couleurs de Cork City.

  - Vice-champion : 1991, 1994, 1999, 2000, 2004, 2014 2015, 2016, 2018.

- Coupe d'Irlande
  - Vainqueur : 1998, 2007, 2016
  - Finaliste : 1989, 1992, 2005, 2015, 2018

- Coupe de la Ligue d'Irlande
  - Vainqueur : 1988, 1995, 1999

- Coupe du Président
  - Vainqueur : 2016, 2017, 2018

- All Ireland Cup
  - Vainqueur : 2008
  - Finaliste : 2006

- Munster Senior Cup
  - Vainqueur : 1987-88, 1989-90, 1990-91, 1991-92, 1992-93, 1993-94, 1996-97, 1997-98, 1998-99, 1999-2000, 2000-01, 2001-02, 2002-03, 2003-04, 2004-05, 2008

### Records
- La plus large victoire : 
  - Contre Limerick FC 7-1, 26 septembre 1993
- La plus large défaite :
  - Contre Derry City FC 2-7, 27 août 1987
- Le plus grand nombre de matchs joués sous les couleurs du club :
  - John Caulfield, 455
- Le plus grand nombre de buts marqués pour le club :
  - John Caulfield et Pat Morley, 129
- Le plus grand nombre de buts marqués pour le club en une saison :
  - Pat Morley, 20 (deux fois)

### Bilan européen

#### Résultats
Légende
- Victoire ou qualification pour le tour suivant
- Match nul
- Défaite ou élimination de la compétition

Note : dans les résultats ci-dessous, le score du club est toujours donné en premier
| Saison    | Compétition         | Tour                | Club                     | Domicile | Extérieur | Total     |
| --------- | ------------------- | ------------------- | ------------------------ | -------- | --------- | --------- |
| 1989-1990 | Coupe des coupes    | Seizièmes de finale | Torpedo Moscou           | 0 - 1    | 0 - 5     | 0 - 6     |
| 1991-1992 | Coupe UEFA          | Premier tour        | Bayern Munich            | 1 - 1    | 0 - 2     | 1 - 3     |
| 1993-1994 | Ligue des champions | Tour préliminaire   | Cwmbran Town             | 2 - 1    | 2 - 3     | 4E - 4    |
| 1993-1994 | Ligue des champions | Seizièmes de finale | Galatasaray SK           | 0 - 1    | 1 - 2     | 1 - 3     |
| 1994-1995 | Coupe UEFA          | Tour préliminaire   | Slavia Prague            | 0 - 4    | 0 - 2     | 0 - 6     |
| 1997      | Coupe Intertoto     | Groupe 4            | Standard de Liège        | 0 - 0    | N/A       | Quatrième |
| 1997      | Coupe Intertoto     | Groupe 4            | Maccabi Petah-Tikva      | N/A      | 0 - 0     | Quatrième |
| 1997      | Coupe Intertoto     | Groupe 4            | FC Cologne               | 0 - 2    | N/A       | Quatrième |
| 1997      | Coupe Intertoto     | Groupe 4            | FC Aarau                 | N/A      | 0 - 0     | Quatrième |
| 1998-1999 | Coupe des coupes    | Tour préliminaire   | CSKA Kiev                | 2 - 1    | 0 - 2     | 2 - 3     |
| 1999-2000 | Coupe UEFA          | Tour préliminaire   | IFK Göteborg             | 1 - 0    | 0 - 3     | 1 - 3     |
| 2000-2001 | Coupe UEFA          | Tour préliminaire   | FC Lausanne-Sport        | 0 - 1    | 0 - 1     | 0 - 2     |
| 2001      | Coupe Intertoto     | Premier tour        | FK Liepāja               | 0 - 1    | 1 - 2     | 1 - 3     |
| 2004      | Coupe Intertoto     | Premier tour        | Malmö FF                 | 3 - 1    | 1 - 0     | 4 - 1     |
| 2004      | Coupe Intertoto     | Deuxième tour       | NEC Nimègue              | 1 - 0    | 0 - 0     | 1 - 0     |
| 2004      | Coupe Intertoto     | Troisième tour      | FC Nantes                | 1 - 1    | 1 - 3     | 2 - 4     |
| 2005-2006 | Coupe UEFA          | Premier tour Q      | Ekranas Panevėžys        | 0 - 1    | 2 - 0     | 2 - 1     |
| 2005-2006 | Coupe UEFA          | Deuxième tour Q     | Djurgårdens IF           | 0 - 0    | 1 - 1     | 1E - 1    |
| 2005-2006 | Coupe UEFA          | Premier tour        | Slavia Prague            | 1 - 2    | 0 - 3     | 1 - 5     |
| 2006-2007 | Ligue des champions | Premier tour Q      | Apollon Limassol         | 1 - 0    | 1 - 1     | 2 - 1     |
| 2006-2007 | Ligue des champions | Deuxième tour Q     | Étoile rouge de Belgrade | 0 - 1    | 0 - 3     | 0 - 4     |
| 2007      | Coupe Intertoto     | Premier tour        | Valur Reykjavik          | 0 - 1    | 2 - 0     | 2 - 1     |
| 2007      | Coupe Intertoto     | Deuxième tour       | Hammarby IF              | 1 - 1    | 0 - 1     | 1 - 2     |
| 2008-2009 | Coupe UEFA          | Premier tour Q      | FC Haka                  | 2 - 2    | 0 - 4     | 2 - 6     |
| 2015-2016 | Ligue Europa        | Premier tour Q      | KR Reykjavík             | 1 - 1    | 1 - 2 ap  | 2 - 3     |
| 2016-2017 | Ligue Europa        | Premier tour Q      | Linfield FC              | 1 - 1    | 1 - 0     | 2 - 1     |
| 2016-2017 | Ligue Europa        | Deuxième tour Q     | BK Häcken                | 1 - 0    | 1 - 1     | 2 - 1     |
| 2016-2017 | Ligue Europa        | Troisième tour Q    | KRC Genk                 | 1 - 2    | 0 - 1     | 1 - 3     |
| 2017-2018 | Ligue Europa        | Premier tour Q      | Levadia Tallinn          | 4 - 2    | 2 - 0     | 6 - 2     |
| 2017-2018 | Ligue Europa        | Deuxième tour Q     | AEK Larnaca              | 0 - 1    | 0 - 1     | 0 - 2     |
| 2018-2019 | Ligue des champions | Premier tour Q      | Legia Varsovie           | 0 - 1    | 0 - 3     | 0 - 4     |
| 2018-2019 | Ligue Europa        | Troisième tour Q    | Rosenborg BK             | 0 - 2    | 0 - 3     | 0 - 5     |
| 2019-2020 | Ligue Europa        | Premier tour Q      | Progrès Niederkorn       | 0 - 2    | 2 - 1     | 2 - 3     |

#### Bilan
| Compétition              | P  | M  | V  | N  | D  | BP | BC | Diff. |
| ------------------------ | -- | -- | -- | -- | -- | -- | -- | ----- |
| Ligue des champions (C1) | 3  | 10 | 2  | 1  | 7  | 7  | 16 | -9    |
| Coupe des coupes (C2)    | 2  | 4  | 1  | 0  | 3  | 2  | 9  | -7    |
| Ligue Europa (C3)        | 11 | 32 | 7  | 7  | 18 | 23 | 46 | -23   |
| Coupe Intertoto          | 4  | 16 | 4  | 6  | 6  | 11 | 13 | -2    |
| Total                    | 20 | 62 | 14 | 14 | 34 | 43 | 84 | -41   |

## Joueurs et personnalités du club

### Entraîneurs
Le tableau suivant présente la liste des entraîneurs du club depuis 1984.
| Rang | Nom                 | Période   |
| ---- | ------------------- | --------- |
| 1    | Bobby Tambling      | 1984      |
| 2    | Tony 'Tucker' Allen | 1984-1985 |
| 3    | Noel O'Mahoney      | 1986      |
| 4    | Eamon O'Keefe       | 1987      |
| 5    | Noel O'Mahoney      | 1988-1992 |
| 6    | Damien Richardson   | 1992-1993 |
| 7    | Noel O'Mahoney      | 1993-1994 |
| 8    | Rob Hindmarch       | 1994-1995 |
| 9    | Dave Barry          | 1995-2000 |
| 10   | Colin Murphy        | 2000      |
| 11   | Derek Mountfield    | 2000      |
| 12   | Liam Murphy         | 2000-2003 |

| Rang | Nom                     | Période   |
| ---- | ----------------------- | --------- |
| 13   | Pat Dolan               | 2003-2004 |
| 14   | Damien Richardson       | 2005-2007 |
| 15   | Alan Mathews            | 2008      |
| 16   | Paul Doolin             | 2009      |
| 17   | Roddy Collins           | 2010      |
| 18   | Tommy Dunne             | 2010-2013 |
| 19   | Stuart Ashton (interim) | 2013      |
| 20   | John Caulfield          | 2014-2019 |
| 21   | Neale Fenn              | 2019-2020 |
| 22   | Colin Healy             | 2020-2023 |
| 23   | Tim Clancy              | 2023-2025 |
| 24   | Gerard Nash             | 2025-     |